# Pekan Olahraga Nasional
Pekan Olahraga Nasional, abgekürzt PON, sind die indonesischen Nationalspiele. Sie sind eine Multisportveranstaltung, wobei als Sieger die erfolgreichste Provinz ermittelt wird.

## Austragungsorte

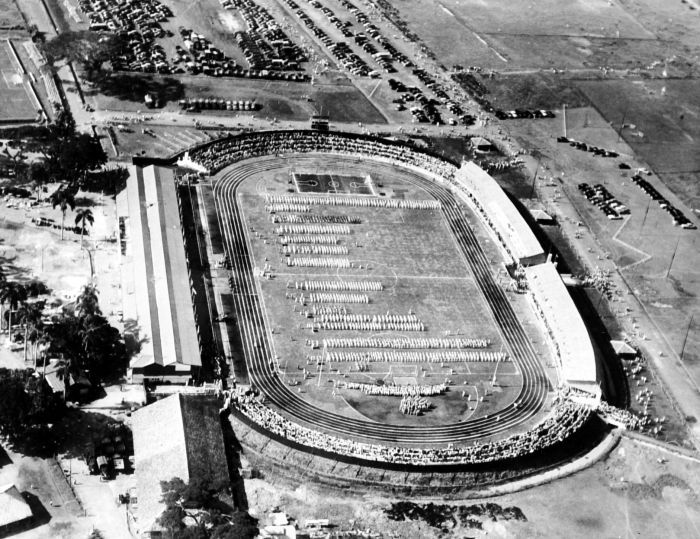
Eröffnungsveranstaltung von PON II

| Spiele | Ort                       | Provinz             | Datum                              | Sieger      |
| ------ | ------------------------- | ------------------- | ---------------------------------- | ----------- |
| I      | Surakarta                 | Jawa Tengah         | 8. September – 12. September 1948  | Jawa Tengah |
| II     | Jakarta                   | Jakarta             | 21. Oktober – 28. Oktober 1951     | Jawa Barat  |
| III    | Medan                     | Sumatra Utara       | 20. September – 27. September 1953 | Jawa Barat  |
| IV     | Makassar                  | Sulawesi Selatan    | 27. September – 6. Oktober 1957    | Jakarta     |
| V      | Bandung                   | Jawa Barat          | 23. September – 1. Oktober 1961    | Jawa Barat  |
| VI     | Jakarta                   | Jakarta             | 8. Oktober – 10. November 1965     | abgesagt    |
| VII    | Surabaya                  | Jawa Timur          | 26. August – 6. September 1969     | Jakarta     |
| VIII   | Jakarta                   | Jakarta             | 4. August – 15. August 1973        | Jakarta     |
| IX     | Jakarta                   | Jakarta             | 23. Juli – 3. August 1977          | Jakarta     |
| X      | Jakarta                   | Jakarta             | 19. September – 30. September 1981 | Jakarta     |
| XI     | Jakarta                   | Jakarta             | 9. September – 20. September 1985  | Jakarta     |
| XII    | Jakarta                   | Jakarta             | 18. Oktober – 28. Oktober 1989     | Jakarta     |
| XIII   | Jakarta                   | Jakarta             | 9. September – 19. September 1993  | Jakarta     |
| XIV    | Jakarta                   | Jakarta             | 9. September – 25. September 1996  | Jakarta     |
| XV     | Surabaya                  | Jawa Timur          | 19. Juni – 1. Juli 2000            | Jawa Timur  |
| XVI    | Palembang                 | Sumatra Selatan     | 2. September – 14. September 2004  | Jakarta     |
| XVII   | Samarinda                 | Kalimantan Timur    | 6. Juli – 17. Juli 2008            | Jawa Timur  |
| XVIII  | Pekanbaru                 | Riau                | 9. September – 20. September 2012  | Jakarta     |
| XIX    | Bandung                   | Jawa Barat          | 17.–29. September 2016             | Jawa Barat  |
| XX     | Jayapura, Timika, Merauke | Papua               | 2. Oktober – 15. Oktober 2021      |             |
| XXI    | Medan, Banda Aceh         | Sumatra Utara, Aceh | 2024                               |             |